# Route nationale 302
Pour les articles homonymes, voir Route 302.
La route nationale 302 ou RN 302 est une route nationale française située entièrement en Seine-Saint-Denis (région Île-de-France).

## Tracé

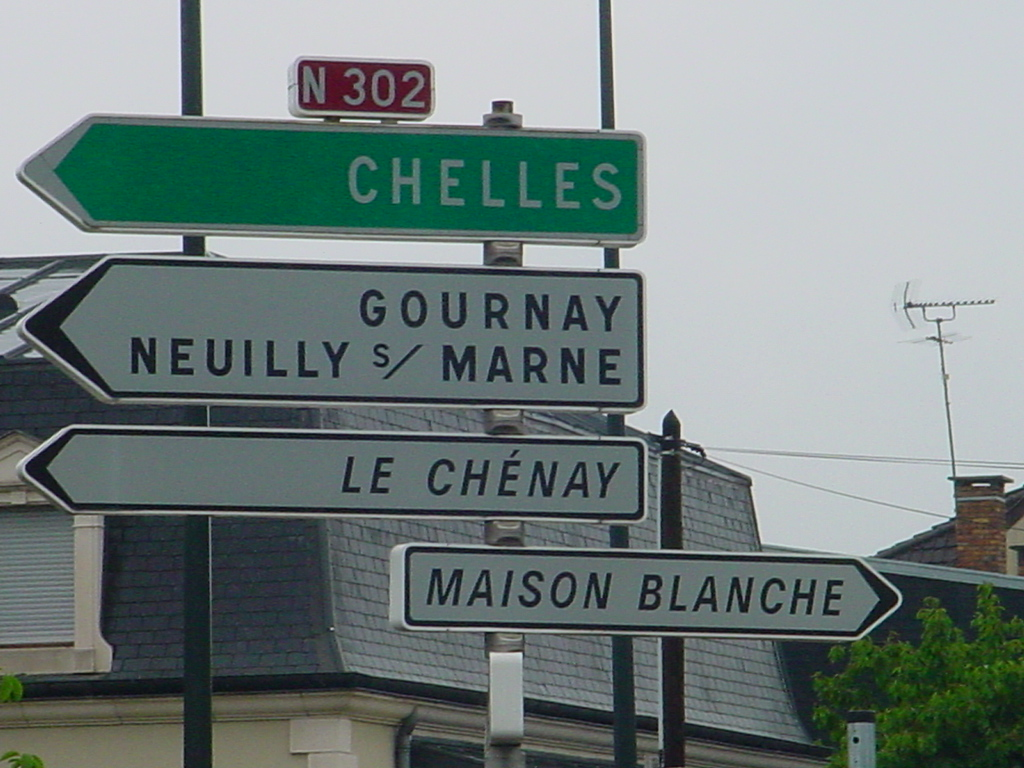
Panneau signalisation de la N302.

Cette route démarre à la porte de Montreuil (Paris 20e). Elle passe ensuite à Montreuil (Seine-Saint-Denis) en traversant la ville de l'ouest au nord-est par la rue de Paris jusqu'à la place Jacques-Duclos (Croix-de-Chavaux).
Elle emprunte ensuite le boulevard Rouget-de-Lisle jusqu'à la mairie, puis le boulevard Paul-Vaillant-Couturier, passe le carrefour des Sept-Chemins, et s'engage dans le boulevard Aristide-Briand.
Après le carrefour du boulevard de la Boissière, elle fait une brève incursion dans Noisy-le-Sec par le boulevard Gabriel-Péri puis traverse Rosny-sous-Bois par le même boulevard, dépasse la place van Der Heyden puis suit l'avenue du Président-John-Kennedy.
Arrivée à Villemomble par l'avenue de Rosny, elle suit la Grande-Rue.
Dans Gagny, son parcours commence par l'avenue Jean-Jaurès, puis se poursuit par la rue Parmentier, l'avenue du Président-Pompidou et la rue Jules-Guesde.
À Neuilly-sur-Marne, elle prend le nom de rue Paul-Vaillant-Couturier. Elle se termine à la Pointe de Gournay où se fait la jonction avec la route nationale 34.